# Emilio de Ípola
Emilio Rafael de Ípola (1 de febrero de 1939) es filósofo y sociólogo argentino. Actualmente es Profesor Emérito de la Facultad de Ciencias Sociales en la Universidad de Buenos Aires  e Investigador Superior del CONICET. 

## Biografía
Es Licenciado en Filosofía por la Universidad de Buenos Aires 1964 y Doctor en Ciencias Sociales de la Universidad de París 1969. Tiene un Doctorado de Estado dirigido por Henri Lefebvre en la  Universidad de París X Nanterre, Francia.
Fue docente en la Universidad de Montreal (Canadá), en la École des Hautes Études en Sciences Sociales (Francia), en la Universite du Quebec (Canadá), en el College International de Philosophie de París (Francia), en El Colegio de México (México), en la Universidad Nacional de Córdoba (Argentina) y en las sedes chilena, argentina y mexicana de la Facultad latinoamericana de Ciencias Sociales (FLACSO) entre otros centros de estudio e investigación.  
En 1976 fue secuestrado por un comando del Ejército Argentino. Veinte meses después, al salir de prisión, escribió el libro La bemba que fue reeditado en el 2005.
En el año 2004 obtuvo la Beca Guggenheim como coronación de su excelente carrera. En 2006 recibió el Premio Konex en Sociología. En el año 2010 recibió el premio Houssay otorgado por el Ministerio de Ciencia y Tecnología de la Nación Argentina.

## Libros publicados
- Discusiones sobre materialismo histórico (1ª edición). Medellín, Colombia: La Pulga. 1974.[7]
- Metodología y Epistemología de las Ciencias Sociales (1ª edición). Madrid: Ayuso. 1975. (coautor: Manuel Castells)
- Ideología y discurso populista (1ª edición). Folios. 1983. ISBN 978-950-617-001-1.
- Estado y sociedad en el pensamiento clásico (1ª edición). Cántaro. 1987. ISBN 978-950-99091-1-3. (coautor: Juan Carlos Portantiero)
- Investigaciones políticas (1ª edición). Nueva Visión. 1989. ISBN 978-950-602-184-9.
- Las cosas del creer (1ª edición). Ariel. 1997. ISBN 978-950-9122-47-5.
- La crisis del lazo social - Durkheim, cien años después (1ª edición). Eudeba - Editorial Universitaria de Buenos Aires. 1998. ISBN 978-950-23-0851-7. Resumen de la obra
- Metáforas de la política (1ª edición). Homo Sapiens Ediciones. 2001. ISBN 978-950-808-323-4. (Reimpreso en 2006)
- El eterno retorno (1ª edición). Biblos. 2004. ISBN 978-950-786-406-3. (en coautoría)
- La bemba - Acerca del rumor carcelario y otros ensayos (1ª edición). Siglo XXI Editores Argentina. 2005. ISBN 978-987-1220-33-5.
- Tristes tópicos de las ciencias sociales (1ª edición). De la Flor. 2006. ISBN 978-950-515-200-1.
- El infinito adiós (1ª edición). Siglo XXI Editores Argentina. 2007. ISBN 978-987-1220-86-1.
- Filosofía para la ciencia y la sociedad (1ª edición). Fundación CICCUS. 2010. ISBN 978-987-1599-29-5. (Obra colectiva que reúne trabajos del autor y de Bruno Winograd, Ernesto Laclau y Cecilia Hidalgo)
- La intervención de Althusser, hoy (1ª edición). Prometeo Libros. 2011. ISBN 978-987-574-497-4. (En coautoría)
- Althusser: una introducción (1ª edición). Quadrata. 2011. ISBN 978-987-631-022-2. (En coautoría)

## Reconocimientos y premios
Premio Bernardo Houssay
Premio Konex: Sociología 2006 https://www.fundacionkonex.org/b2785-emilio-de-pola